# Raad van Economisch Adviseurs
De Raad van Economisch Adviseurs (REA) was van 2005 tot 2008 een onafhankelijke raad ten dienste van de Tweede Kamer. De REA gaf de Kamer gevraagd en ongevraagd advies over financieel-economische aangelegenheden die het maatschappelijk belang raken.

## Samenstelling
De raad bestond in 2008 uit de volgende personen:
- prof.dr. C.G. (Kees) Koedijk (voorzitter), Universiteit van Tilburg
- prof.dr. E.J. (Eric) Bartelsman, Vrije Universiteit Amsterdam
- prof.dr. S.C.W. (Sylvester) Eijffinger, Universiteit van Tilburg en Erasmus Universiteit Rotterdam
- prof.dr. J. (Joop) Hartog, Universiteit van Amsterdam
- prof.dr. A. (Arjen) van Witteloostuijn, Universiteit Antwerpen
- dr. H.P. (Harry) van Dalen (secretaris), Erasmus Universiteit Rotterdam en Nederlands Interdisciplinair Demografisch Instituut (NIDI) te Den Haag

Op 8 maart 2005 werden prof.dr. W.H. Buiter (voorzitter), prof.dr. S.C.W. Eijffinger, prof.dr. C.G. Koedijk, prof.dr. C.N. Teulings en prof.dr. A. van Witteloostuijn officieel benoemd tot leden van de Raad van Economisch Adviseurs en op 24 maart 2005 werden de leden geïnstalleerd. 

## Functie
De taak van de Raad was om de Tweede Kamer op onafhankelijke en deskundige wijze te adviseren over financieel-economische aangelegenheden. Onafhankelijk in de zin dat de raadsleden op geen enkele wijze zijn gebonden aan de overheid of aan instanties of organisaties die vallen onder de ministeriële verantwoordelijkheid. Deskundig in de zin dat men verduidelijking kan bieden in de grote hoeveelheid beschikbare informatie. Vooral op het macro-economische beleidsterrein had de kamer behoefte aan ondersteuning.  De taak van de REA is volgens de Kamer dan ook vooral een duidende taak: de Raad gaf duiding aan de voorspellingen en analyses van bijvoorbeeld het kabinet, het Centraal Planbureau (CPB) en de cijfers van andere instituten zoals de Centrale Economische Commissie (CEC), de Europese Unie (EU), de Organisatie voor Economische Samenwerking en Ontwikkeling (OESO), het Internationaal Monetair Fonds (IMF) en bijvoorbeeld de consensus forecast. Dit gebeurde in de vorm van adviezen die in ieder geval aan de Kamer worden aangeboden op twee momenten: bij de Voorjaarsnota en bij de Miljoenennota. De adviezen van de REA werden door de Tweede Kamer openbaar gemaakt.
De leden van de Raad gaven vanuit hun deskundigheid een onafhankelijk oordeel over de cijfers waarop het macro-economisch beleid is gebaseerd en gaven zo mogelijk een verklaring voor verschillen in ramingen van verschillende organisaties of verklaringen voor verschillen in huidige en eerdere ramingen.
De Raad beperkte zich niet tot zuiver macro-economische aangelegenheden maar nam ook vraagstukken van algemeen maatschappelijk ter hand. Daarbij hield de Raad zich niet strikt aan disciplinaire grenzen, omdat maatschappelijke vraagstukken vaak de traditionele grenzen overschrijden. Op deze wijze konden de adviezen een meerwaarde verkrijgen in het politieke debat en een bijdrage leveren aan het versterken van de controlerende taak van de Tweede Kamer.

## Evaluatie en opheffing
In het najaar van 2007 werd de REA geëvalueerd, omdat er besloten moest worden over de voortzetting van de REA tot 1 januari 2009. In december 2007 liet de REA per brief aan de Kamer weten dat voortzetting van zijn werkzaamheden in 2008 weinig vruchtbaar zou zijn. De achterblijvende leden gaven aan dat zij een eventuele herbenoeming niet zouden aanvaarden.
Naar aanleiding van de evaluatie en de brief van de REA besloot het Presidium daarop de REA niet verder voort te zetten.